# Los Azahares
Los Azahares är en ort i Mexiko.   Den ligger i kommunen Montemorelos och delstaten Nuevo León, i den centrala delen av landet, 600 km norr om huvudstaden Mexico City. Los Azahares ligger 437 meter över havet och antalet invånare är 125.
Terrängen runt Los Azahares är platt åt nordost, men åt sydväst är den kuperad. Runt Los Azahares är det ganska glesbefolkat, med 32 invånare per kvadratkilometer. Närmaste större samhälle är Montemorelos, 13,2 km öster om Los Azahares. I omgivningarna runt Los Azahares växer huvudsakligen savannskog.